# Organisation mondiale de la propriété intellectuelle
L'Organisation mondiale de la propriété intellectuelle (OMPI ; en anglais : World Intellectual Property Organization, WIPO) est l'une des 15 agences spécialisées des Nations unies (ONU),. Sa mission officielle est de stimuler la créativité et le développement économique en promouvant un système international de propriété intellectuelle, notamment en favorisant la coopération entre les États.
Conformément à la convention de 1967 instituant l’OMPI elle a été créée pour promouvoir et protéger la propriété intellectuelle dans le monde en coopérant avec des pays ainsi qu'avec des organisations internationales.
Les activités de l'OMPI comprennent l'hébergement d'espaces pour débattre et façonner les règles et politiques internationales en matière de propriété intellectuelle, la fourniture de services mondiaux qui enregistrent et protègent la propriété intellectuelle dans différents pays, la résolution de litiges transfrontaliers en matière de propriété intellectuelle, l'aide à la connexion des systèmes de propriété intellectuelle par le biais de normes et d'une infrastructure uniformes et le service de base de données de référence générale sur toutes les questions de propriété intellectuelle ; cela comprend la fourniture de rapports et de statistiques sur l'état de la protection de la propriété intellectuelle ou de l'innovation à la fois au niveau mondial et dans des pays spécifiques. L'OMPI travaille également avec des gouvernements, des organisations non gouvernementales et des particuliers pour utiliser la propriété intellectuelle à des fins de développement socioéconomique.
L'OMPI administre 26 traités internationaux qui concernent un large éventail de questions de propriété intellectuelle, allant de la protection des œuvres audiovisuelles à l'établissement d'une classification internationale des brevets.
L'OMPI est gouvernée par l'assemblée générale et le comité de coordination, qui définissent ensemble la politique et servent de principaux organes de décision. L'assemblée générale élit également l'administrateur en chef de l'OMPI, le directeur général, actuellement Daren Tang, ancien chef de l’Intellectual Property Office of Singapour, qui a pris ses fonctions le 1er octobre 2020. L'OMPI est administrée par un secrétariat qui l'aide à mener à bien ses activités quotidiennes.
Basée à Genève, en Suisse, l'OMPI possède également des « bureaux extérieurs » dans le monde entier, notamment à Alger (Algérie) ; Rio de Janeiro (Brésil); Pékin (Chine), Tokyo (Japon) ; Abuja (Nigéria); Moscou, Russie); et Singapour (Singapour). Contrairement à la plupart des organisations des Nations unies, l'OMPI ne dépend pas fortement des contributions statutaires ou volontaires des États membres ; 95 % de son budget provient des frais liés à ses services mondiaux.
L’OMPI est dotée d'un effectif de 950 personnes venant de plus de 100 pays. Elle compte actuellement 193 États membres dont 190 États membres de l'ONU et les Îles Cook, le Saint-Siège et Niue. La Palestine a le statut d'observateur permanent. Les seuls non-membres, parmi les pays reconnus par l'ONU sont les États fédérés de Micronésie, Palau et le Soudan du Sud.

## Histoire
Ses prédécesseurs étaient les Bureaux internationaux réunis pour la propriété intellectuelle (BIRPI, fondés en 1893), alors chargés d'administrer la convention de Berne pour la protection des œuvres littéraires et artistiques, et la convention de Paris pour la protection de la propriété industrielle, qui répondaient au besoin des entrepreneurs de s'assurer l'exclusivité de leurs découvertes et inventions à l'étranger.
L'OMPI a été créée le 14 juillet 1967 par la signature à Stockholm d'une convention par ses États membres. Ils étaient à l'origine au nombre de 51, dont l'Allemagne, les États-Unis, l'Union soviétique (la fédération de Russie a depuis renouvelé cet engagement), le Royaume-Uni et la Suisse. La France les rejoindra en 1974, lorsque l'OMPI devient partie intégrante de l'ONU.

### Pré BIRPI

#### 1883 – Convention de Paris pour la protection de la propriété industrielle
La convention de Paris pour la protection de la propriété industrielle a été adoptée en 1883 et a été l'un des premiers traités de propriété intellectuelle. Elle a créé une Union pour la protection de la propriété industrielle. Elle s'applique à un large éventail de propriété industrielle comprenant les brevets, les marques, les modèles d'utilité, les dessins et modèles industriels, les noms commerciaux, les marques de service, les indications géographiques ainsi que la « répression de la concurrence déloyale ». La convention de Paris a été le premier accord international à protéger les œuvres des créateurs d'autres pays.
La convention a été adoptée lors de conférences diplomatiques tenues à Paris, France en 1880 et 1883, elle a ensuite été signée le 20 mars 1883, au nom du Brésil, de la France, du Guatemala, des Pays-Bas, du Portugal, de la Serbie, de l’Espagne, de la Suisse, de la Belgique, de l'Italie et du Salvador. Il se composait de la convention proprement dite, qui contient 19 articles, et du Protocole de clôture (Protocole final), qui a presque la même longueur que la convention proprement dite.
Le bureau international établi par la convention de Paris pour la protection de la propriété industrielle est devenu plus tard partie intégrante des BIRPI.

#### 1886 – Convention de Berne pour la protection des œuvres littéraires et artistiques
La convention de Berne a été adoptée en 1886, elle traite du droit d'auteur, de la protection des œuvres et des droits des auteurs et ayants droit. Il fournit aux créateurs, y compris les écrivains, les poètes, les peintres et les musiciens, des moyens de contrôler comment et par qui leurs œuvres sont utilisées et les conditions d'utilisation. Il contient également des dispositions sur les protections minimales et des dispositions spéciales pour les pays en développement. La convention suit trois principes de base ; que les œuvres originaires de l'un des États contractants doivent bénéficier de la même protection dans chacun des autres États contractants (principe du « traitement national »), que la protection est automatique et qu'aucune procédure formelle n'est requise et que la protection prévue par la convention est indépendante de protection dans le pays d'origine de l'œuvre (principe de « l'indépendance » de la protection). Le bureau international a été créé pour superviser la convention de Berne et est devenu plus tard une partie des BIRPI et plus tard de l'OMPI.

#### 1891 – Arrangement de Madrid concernant l'enregistrement international des marques
En 1891, neuf des 14 États signataires de la convention de Paris pour la protection de la propriété industrielle ont créé les premiers « régimes spéciaux pour la protection de la propriété industrielle ». Avec le protocole relatif à l'arrangement de Madrid (1989), il a créé le système de Madrid, le principal système international visant à faciliter l'enregistrement des marques dans de multiples juridictions à travers le monde..

### BIRPI
Les bureaux créés pour administrer la convention de Berne pour la protection des œuvres littéraires et artistiques et la convention de Paris pour la protection de la propriété industrielle étaient placés sous « haute surveillance » du Gouvernement de la Confédération suisse. En 1893, le gouvernement suisse les réunit avec le même directeur et le même personnel que les Bureaux internationaux réunis pour la protection de la propriété intellectuelle (BIRPI). Les BIRPI ont été le prédécesseur de l'Organisation mondiale de la propriété intellectuelle qui les a remplacés 87 ans plus tard, en 1970.

### Création de l'OMPI
L'OMPI a été officiellement créée par la convention instituant l'Organisation mondiale de la propriété intellectuelle, qui est entrée en vigueur le 26 avril 1970. L'OMPI a admis les membres qui faisaient partie de la convention de Berne, de la convention de Paris ou d'un membre du système des Nations unies, y compris l'Organisation des Nations unies, l'une de ses institutions spécialisées, l'Agence internationale de l'énergie atomique ou la Cour internationale de Justice.
Cette date est célébrée chaque année comme la Journée mondiale de la propriété intellectuelle, qui sensibilise à l'importance de la propriété intellectuelle. Aux termes de l'article 3 de cette convention, l'OMPI vise à « promouvoir la protection de la propriété intellectuelle dans le monde ». L'OMPI est devenue une institution spécialisée de l'ONU en 1974. L'accord entre l'Organisation des Nations unies et l'Organisation mondiale de la propriété intellectuelle précise à l'article 1 que l'OMPI est responsable :

« de promouvoir l'activité intellectuelle créatrice et de faciliter le transfert de technologie liée à la propriété industrielle vers les pays en développement afin d'accélérer le développement économique, social et culturel, sous réserve de la compétence et des responsabilités de l'Organisation des Nations Unies et de ses organes, en particulier la Conférence des Nations Unies sur le commerce et le développement, le Programme des Nations Unies pour le développement et l'Organisation des Nations Unies pour le développement industriel, ainsi que de l'Organisation des Nations Unies pour l'éducation, la science et la culture et d'autres organismes du système des Nations Unies. »

L'accord a marqué une transition pour l'OMPI du mandat hérité en 1967 des BIRPI, à savoir promouvoir la protection de la propriété intellectuelle, à un mandat qui impliquait la tâche plus complexe de promouvoir le transfert de technologie et le développement économique.
Les 6 pays membres de l'ONU à n'avoir pas signé la convention sont :
- Timor oriental
- États fédérés de Micronésie
- Nauru
- Palaos
- Îles Salomon
- Soudan du Sud

### L'OMPI rejoint l'Organisation des Nations unies

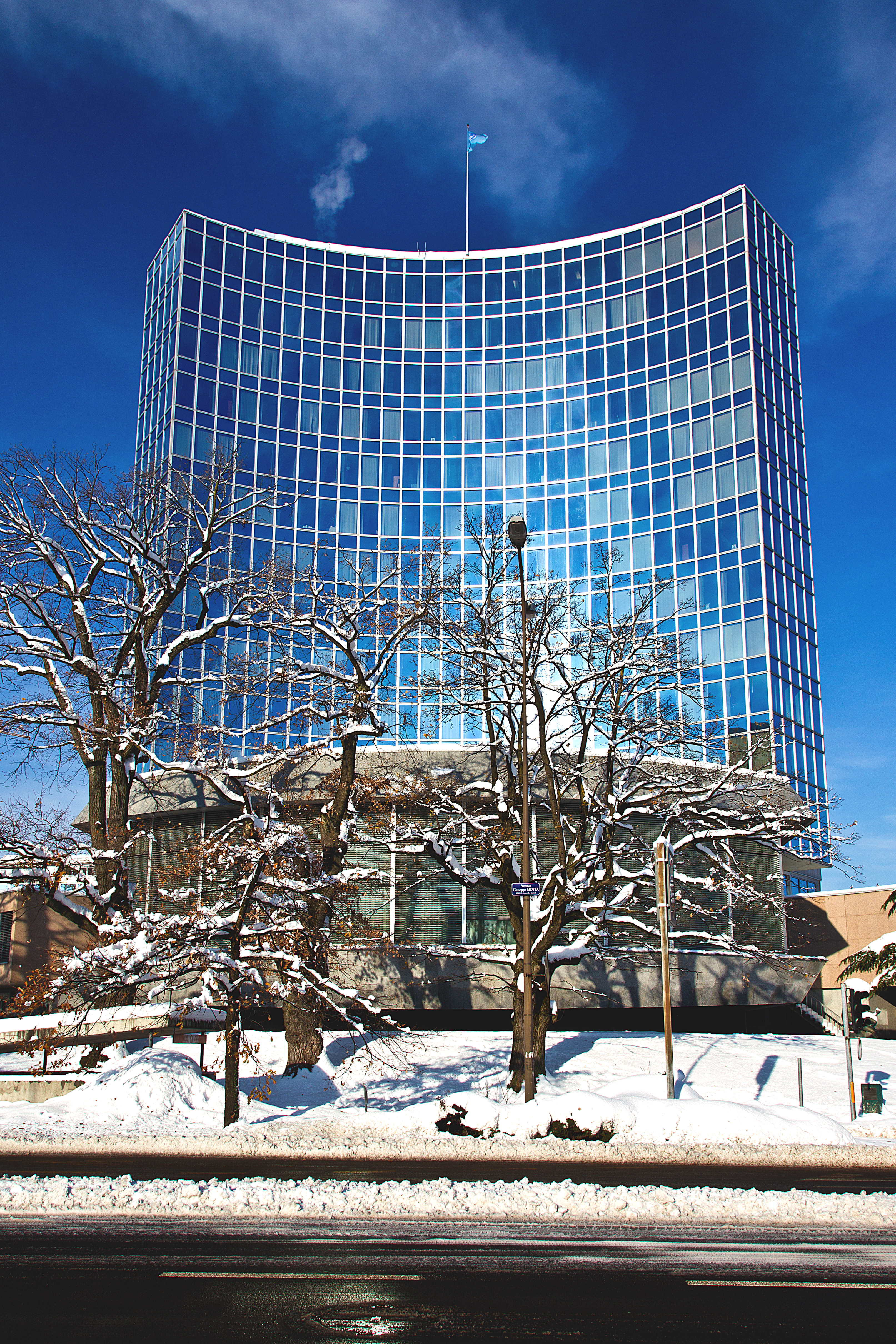
Siège de l'OMPI, Genève.

En 1974, l'OMPI est devenue une institution spécialisée des Nations unies par le biais d'un accord bilatéral entre l'OMPI et les Nations unies. Ceci est approuvé par l'assemblée générale de l'OMPI le 27 septembre 1974 et par l'Assemblée générale des Nations unies le 17 décembre 1974. Un protocole a été signé par le secrétaire général de l'Organisation des Nations unies, Kurt Waldheim, et le directeur général de l'OMPI, Árpád Bogsch, le 21 janvier 1975, l'accord prenant effet le 17 décembre 1974.

### Programme de développement de l'OMPI
En octobre 2004, l'OMPI a accepté d'adopter une proposition présentée par l'Argentine et le Brésil, la « Proposition pour l'établissement d'un programme de développement pour l'OMPI » - issue de la Déclaration de Genève sur l'avenir de l'Organisation mondiale de la propriété intellectuelle. Cette proposition a été bien appuyée par les pays en développement. Le « Programme de développement de l'OMPI » convenu (composé de plus de 45 recommandations) a été l'aboutissement d'un long processus de transformation pour l'organisation, passant d'un programme qui, historiquement, visait principalement à protéger les intérêts des titulaires de droits, à un programme qui intègre de plus en plus les intérêts des autres parties prenantes dans le système international de la propriété intellectuelle ainsi que l'intégration dans le corpus plus large du droit international sur les droits de l'homme, l'environnement et la coopération économique.
Un certain nombre d'organismes de la société civile ont travaillé sur un projet de traité sur l'accès à la connaissance (A2K) qu'ils aimeraient voir introduit.
En 2009, l'OMPI a commencé à rédiger de futurs traités sur la propriété intellectuelle et les ressources génétiques, les savoirs traditionnels et le folklore en relation avec les peuples autochtones et les communautés locales.
En décembre 2011, l'OMPI a publié son premier Rapport sur la propriété intellectuelle dans le monde, premier rapport de ce type du nouveau Bureau de l'économiste en chef. L'OMPI est également coéditeur de l'Indice mondial de l'innovation.

### Événements récents

Membres de l'OMPI.

En septembre 2020, la Chine a interdit à la Wikimedia Fondation le statut d'observateur auprès de l'OMPI, invoquant l'existence d'une filiale de Wikimedia à Taïwan. Selon la déclaration chinoise, « il y a des raisons de croire que cette fondation a mené des activités politiques par le biais de ses organisations membres qui pourraient porter atteinte à la souveraineté et à l'intégrité territoriale de l'État »,. La Chine a de nouveau rejeté l'offre de Wikimedia, pour la même raison, en octobre 2021.
L'OMPI, l'Organisation mondiale de la santé et l’Organisation mondiale du commerce ont lancé le 11 avril 2022 leur nouvelle plateforme d'assistance technique trilatérale contre le Covid-19. Ce nouvel outil vise à aider les Membres et les candidats à l'accession à l'OMC à répondre à leurs besoins en matière de renforcement des capacités pour faire face à la pandémie de Covid-19. La plate-forme fournit aux membres et aux candidats à l'adhésion un formulaire de contact unique qu'ils peuvent utiliser pour contacter les organisations trilatérales.

## Services globaux

### Traité de coopération en matière de brevets
Le Traité de coopération en matière de brevets (PCT) (1970) a créé un service qui aide les particuliers, les entreprises et les institutions à obtenir une protection internationale par brevet pour leurs inventions,. Il aide également les offices de brevets dans leurs décisions de délivrance de brevets et facilite l'accès du public aux informations techniques relatives à ces inventions. 153 pays font actuellement partis du PCT.
En vertu du PCT, un déposant peut déposer une demande PCT dans une langue, auprès d'un office des brevets, dans un délai de 12 mois à compter de la date de la première demande de brevet qui a été déposée pour la même invention (la « date de priorité »). Cette demande PCT unique a le même effet juridique que le dépôt de demandes de brevet régionales ou nationales distinctes dans les pays membres du PCT.
Les demandes selon le PCT sont traitées de manière normalisée, comme le prévoient le traité et le règlement d'exécution, y compris une recherche internationale de documents pertinents pour la brevetabilité potentielle de l'invention et la publication internationale. La délivrance des brevets reste sous le contrôle des offices régionaux ou nationaux des brevets dans la « phase nationale ».
En utilisant le PCT, les déposants de brevets peuvent reporter le paiement des taxes nationales et régionales liées aux brevets pendant qu'ils se renseignent sur la probabilité d'obtenir un brevet, bénéficiant ainsi du temps et des informations supplémentaires pour les aider à décider si, et dans quels pays, demander des brevets,.

### Système de Madrid
Le système de Madrid pour l'enregistrement international des marques sert de moyen pour demander la protection des marques dans le monde entier, dans plus de 120 pays,. Créé en 1891, le système de Madrid est désormais régi par le Protocole de Madrid relatif à l'arrangement de Madrid concernant l'enregistrement international des marques (1989). Pour devenir membre du système de Madrid, un État ou une organisation intergouvernementale doit déjà être signataire de la convention de Paris pour la protection de la propriété industrielle (1883),.
Le système de Madrid est un système d'enregistrement centralisé des marques : grâce à une seule demande, dans une seule langue et moyennant un seul ensemble de taxes (dans une seule devise, le franc suisse), la protection peut être obtenue dans les États membres et les organisations intergouvernementales,. Les enregistrements internationaux peuvent ensuite être modifiés, renouvelés ou étendus de manière centralisée par l'intermédiaire de l'OMPI (plutôt que par l'intermédiaire de chaque office de propriété intellectuelle distinct).
Le système de Madrid ne peut être utilisé que par une personne physique ou une entité juridique, qui est ressortissante, domiciliée ou a une société sur le territoire d'un membre du système de Madrid.

### Système de Lisbonne
Le système de Lisbonne pour l'enregistrement international des appellations d'origine et des indications géographiques offre un moyen d'obtenir une protection internationale pour une indication géographique ou une appellation d'origine,,,. Les indications géographiques et les appellations d'origine sont des droits de propriété intellectuelle qui identifient un produit originaire d'une aire géographique déterminée et qui présente des caractéristiques attribuables à son origine géographique. Le fromage Comté (France), la poterie Chulucanas (Pérou), la Tequila (Mexique), le Porto (Portugal), la porcelaine Herend (Hongrie) et le poivre de Kampot (Cambodge) sont des exemples d'appellations d'origine et d'indications géographiques enregistrées dans le cadre du système de Lisbonne,,,,,,. Grâce à un enregistrement unique et des frais centralisés, la protection peut être obtenue dans les autres pays (et organisations intergouvernementales, telles que l'Union européenne) couverts par le système de Lisbonne,.
Le système de Lisbonne comprend l'arrangement de Lisbonne concernant la protection des appellations d'origine et leur enregistrement international de 1958 (ci-après l'« arrangement de Lisbonne ») et, sa dernière révision, l'acte de Genève de l'arrangement de Lisbonne sur les appellations d'origine et les indications géographiques de 2015 (« l'acte de Genève ») forment le système de Lisbonne,,. Les enregistrements dans le cadre du système de Lisbonne sont publiés dans le bulletin officiel et peuvent être recherchés dans la base de données Lisbon Express,,,.

### Centre d'arbitrage et de médiation de l'OMPI
Le Centre d'arbitrage et de médiation de l'OMPI a été créé en 1994 en tant que ressource internationale pour les alternatives aux litiges judiciaires en matière de propriété intellectuelle et de technologie. Il offre des options de règlement extrajudiciaire des différends (ADR), y compris la médiation, l'arbitrage et la détermination d'experts pour résoudre les différends commerciaux internationaux entre des parties privées. C'est un administrateur de cas et un fournisseur d'expertise juridique et politique. Le Centre fournit également des services de règlement des litiges relatifs aux noms de domaine dans le cadre de l'UDRP conçu par l'OMPI. Il est basé à Genève, en Suisse, et depuis 2010, le Centre a un bureau à Maxwell Chambers à Singapour,,.

### Système de La Haye
Le système de la Haye, pour l'enregistrement international des dessins et modèles industriels fournit un mécanisme international pour assurer la protection d'un maximum de 100 dessins, dans plusieurs pays ou régions, par le biais d'une seule demande internationale, déposée dans une langue et utilisant une monnaie (le franc suisse).
Les demandes internationales de dessin ou modèle sont déposées directement auprès de l'OMPI, conformément aux exigences et aux procédures établies par l’arrangement de La Haye. Le cadre juridique national de chaque partie contractante désignée régit la protection du dessin ou modèle fournie par les enregistrements internationaux qui en résultent.
Selon les règles énoncées par l'arrangement de La Haye, toute personne qui est ressortissante de, ou qui a un domicile, une résidence habituelle ou un établissement industriel ou commercial actifs dans toute partie contractante du système de La Haye - y compris tout pays de l'Union européenne ou de l'Organisation africaine de la propriété intellectuelle – peuvent utiliser le système de La Haye. Le système de La Haye n'exige pas que le déposant dépose une demande de dessin ou modèle au niveau national ou régional.
Le 5 février 2020, la Chine a officiellement déposé ses documents d'adhésion pour entrer dans le système de La Haye pour l'enregistrement international des dessins et modèles industriels et dans le traité de Marrakech (qui augmente l'accessibilité des publications aux personnes malvoyantes), avant le début des Jeux olympiques d'hiver de Pékin. L'adhésion a pris effet le 5 mai 2022.
La Chine est devenue la 68e partie contractante à l'Acte de Genève (1999) de l'arrangement de La Haye et, par conséquent, le 77e membre du système de La Haye.

## Financement
L'OMPI, contrairement à d'autres agences des Nations unies, tire la majeure partie de ses revenus des redevances pour les services mondiaux de propriété intellectuelle qu'elle fournit, par opposition aux contributions des États membres. En 2020, les recettes de l'OMPI se sont élevées à 468,3 millions de francs suisse. En 2020, l'OMPI a généré plus de 94,3 % de ses revenus grâce aux redevances payées par les utilisateurs de ses services de propriété intellectuelle pour les brevets, les marques commerciales, les dessins et modèles industriels en raison de la demande internationale de titres de propriété intellectuelle. Son budget annuel repose sur ses systèmes internationaux d'enregistrement ou de dépôt ainsi que sur ses publications et ses services d'arbitrage et de médiation.
Ces services sont fournis par le biais du Traité de coopération en matière de brevets (PCT) (fournissant 76,6 % des revenus), du système de Madrid (fournissant 16,3 % des revenus) et du système de La Haye (fournissant 1,4 % des revenus).

## Gouvernance et travail normatif

### Fonctionnement
Toutes décisions régissant la stratégie et les activités de l'OMPI sont prises par les états membres. Son secrétariat coordonne les réunions de leurs organes tout au long de l'année. On y trouve une assemblée générale (dans laquelle tous les pays ont une influence égale car les prises de décision visent un consensus et chacun n'a qu'un seul vote), un comité de coordination, et de nombreux comités d'experts permanents, consacrés à des sujets variés. Ces organes peuvent créer des groupes de travail chargés d'examiner des questions particulières.

### Assemblées de l'OMPI
Les assemblées de l'OMPI élaborent des accords mondiaux sur la propriété intellectuelle en rassemblant les parties prenantes. Les principaux organes politiques et décisionnels de l'OMPI sont le comité de coordination et l'assemblée générale. Vingt-deux assemblées, les unions administrées par l'OMPI et d'autres organes des États membres de l'OMPI se réunissent en sessions ordinaires ou extraordinaires à l'automne. L'assemblée générale nomme le directeur général sur proposition du Comité de coordination. N'importe lequel des organes politiques et décisionnels peut constituer des comités permanents ou des comités permanents.

### Comités permanents
Les comités permanents sont des groupes d'experts ad hoc créés dans un but précis et servant de lieu de discussions et de négociations politiques sur le développement futur de la propriété intellectuelle. Tout comité permanent de l'OMPI ou tout autre organe décide également de créer un groupe de travail pour examiner une question plus en détail, faire des suggestions ou donner des avis sur tout sujet relevant de la compétence de l'Organisation,.

### Traités administrés par l'OMPI
En plus de la convention instituant l'OMPI, l'Organisation administre 25 autres traités relatifs à la propriété intellectuelle :

#### Traités de protection de la propriété intellectuelle
Les traités de protection de la propriété intellectuelle définissent les normes de base de protection de la propriété intellectuelle convenues au niveau international dans chaque pays. Ils garantissant qu'un seul enregistrement ou dépôt international aura effet dans n'importe lequel des États signataires concernés.
| Nom | Définition | Historique |
| --- | --- | --- |
| Traité de Beijing sur les interprétations et exécutions audiovisuelles                                                  | Le Traité de Beijing sur les performances audiovisuelles est un traité multilatéral qui réglemente le Droit d'auteur sur les interprétations et exécutions audiovisuelles et étend les droits des artistes interprètes. Il a été adopté le 26 juin 2012 par la Conférence diplomatique sur la protection des performances audiovisuelles de L'Organisation mondiale de la propriété intellectuelle, à laquelle ont participé 156 États membres de l'OMPI, six organisations intergouvernementales et six organisations non gouvernementales. Quarante-huit pays ont signé le traité le 26 juin, suivi de 19 autres pays en 2012 et 2013. Le traité est entré en vigueur le 28 avril 2020 après la réception de la 30e ratification ou adhésion et, à partir d'août 2021, il compte 42 parties contractantes. | Adopté le 26 juin 2012. Entrée en vigueur le 28 avril 2020 |
| Convention de Berne pour la protection des œuvres littéraires et artistiques                                            | La Convention de Berne pour la protection des œuvres littéraires et artistiques, généralement connue sous le nom de Convention de Berne, est une assemblée internationale tenue en 1886 dans la ville suisse de Berne par dix pays européens dans le but d'établir un accord sur un ensemble de principes juridiques pour la protection de l'œuvre originale. Ils ont élaboré et adopté un contrat multipartite contenant des accords pour un système uniforme de passage des frontières qui est devenu connu sous le même nom. Ses règles ont été mises à jour à plusieurs reprises depuis. Le Traité donne aux auteurs, musiciens, poètes, peintres et autres créateurs les moyens de contrôler comment leurs œuvres sont utilisées, par qui et sous quelles conditions. lle repose sur trois principes fondamentaux et contient une série de dispositions définissant le minimum de protection qui doit être accordé, ainsi que des dispositions spéciales pour les pays en développement. Dans certaines juridictions, ces droits sont appelés Droits d'auteur.                                                         | Adopté en 1886. Dernière modification le 28 septembre 1979 |
| Convention de Bruxelles relative à la distribution des signaux porteurs de programmes transmis par satellite            | La convention de Bruxelles ou Convention satellites prévoit que chaque État contractant est tenu de prendre des mesures adéquates pour empêcher la distribution non autorisée sur son territoire ou depuis ce territoire de tout signal porteur de programme transmis par satellite. | Adopté en 1974 |
| Accord de Madrid pour la répression des indications fausses ou trompeuses de source sur les marchandises                | Selon l'Accord de Madrid, toutes les marchandises portant une indication fausse ou trompeuse de source, par laquelle un État contractant ou un lieu situé dans ce pays est directement ou indirectement indiqué comme étant le pays ou le lieu d'origine, doivent être saisis à l'importation, ou cette importation doit être interdite, ou d'autres mesures et sanctions doivent être appliquées en relation avec cette importation. Le présent accord prévoit les cas et la manière dont la saisie peut être demandée et effectuée. Elle interdit l'utilisation, en relation avec la vente, l'affichage ou l'offre de vente de tout bien, de toute indication de la nature de la publicité susceptible de tromper le public quant à la source des biens. Il est réservé aux juridictions de chaque État contractant de décider quelles appellations (autres que les appellations régionales relatives à l'origine des produits de la vigne) ne relèvent pas, en raison de leur caractère générique, de l'application de l'accord. L'accord ne prévoit pas la création d'un organe de direction ou d'un budget de l'Union. | Adopté le 14 avril 1891, révisé à Washington le 2 juin 1911, à La Haye le 6 novembre 1925, à Londres le 2 juin 1934, et à Lisbonne le 31 octobre 1958, complété par l'Acte additionnel de Stockholm du 14 juillet 1967                                |
| Traité de Marrakech | Le Traité de Marrakech, ou Traité de Marrakech visant à faciliter l'accès des aveugles, des déficients visuels et des personnes ayant d'autres difficultés de lecture des textes imprimés aux œuvres publiées (MVT) fait partie des traités internationaux sur le droit d'auteur administrés par l'OMPI. Il accorde une place importante à la dimension humanitaire et au développement social, son principal objectif étant de créer un ensemble de limitations et exceptions obligatoires en faveur des aveugles, des déficients visuels et des personnes ayant d'autres difficultés de lecture des textes imprimés. | Adopté à Marrakech le 27 juin 2013 |
| Traité de Nairobi relatif à la protection du symbole olympique                                                          | Le traité de Nairobi vise à protéger le Symbole olympique - cinq anneaux entrelacés - contre l'utilisation à des fins commerciales sans l'autorisation du Comité international olympique. | Adopté à Nairobi le 26 septembre 1981 |
| Convention de Paris sur la protection de la propriété industrielle                                                      | La Convention de Paris sur la protection de la propriété industrielle, signée à Paris, en France, le 20 mars 1883, est l'un des premiers Traités de propriété intellectuelle. Elle a créé une Union pour la protection de la propriété industrielle. La convention est toujours en vigueur en 2024. Les dispositions de la Convention se classent en trois catégories principales: traitement national, droit prioritaire et règles communes. | Adopté le 20 mars 1883, révisé à Bruxelles le 14 décembre 1900, à Washington le 2 juin 1911, à La Haye le 6 novembre 1925, à Londres le 2 juin 1934, à Lisbonne le 31 octobre 1958 et à Stockholm le 14 juillet 1967, et modifié le 28 septembre 1979 |
| Traité sur le droit des brevets                                                                                         | Le Patent Law TreatyTraité sur le droit des brevets (PLT) est un traité adopté par l'Organisation mondiale de la propriété intellectuelle, signé le 1er juin 2000 à Genève, en Suisse, par 53 États et l'Organisation européenne des brevets. Elle est entrée en vigueur le 28 avril 2005. Il vise à harmoniser et rationaliser les procédures formelles telles que les exigences relatives à la date de dépôt d'une demande de brevet, à la forme et au contenu de la demande de brevet et à la représentation. Le traité "n'établit pas une procédure uniforme pour toutes les parties au PLT mais laisse les parties libres d'exiger moins ou plus de exigences conviviales que celles prévues dans le PLT". | Adopté à Genève le 1er juin 2000 |
| Convention de Genève sur les phonogrammes                                                                               | La Convention pour la protection des producteurs de phonogrammes contre la duplication non autorisée de leurs phonogrammes, également connue sous le nom de Convention de Genève sur les phonogrammes est un accord international de 1971 relatif à la protection du Droit d'auteur des enregistrements sonores. L'OMPI est chargée, avec l'Organisation internationale du travail (OIT) et l'Organisation des Nations Unies pour l'éducation, la science et la culture (UNESCO), d'administrer cette convention. | Adopté à Genève en octobre 1971 |
| Traité de Riyad sur le droit des dessins et modèles                                                                     | Le traité de loi sur la conception de Riyad (RDLT) a été adopté le 22 novembre 2024 et entrera en vigueur trois mois après 15 ratifications ou accessions. Le traité vise à rationaliser les procédures de protection des modèles. En rendant les procédures moins complexes et plus prévisibles, la RDLT aide les concepteurs à protéger leur travail sur les marchés nationaux et à l'étranger. | Adopté le 22 novembre 2024 |
| Convention de Rome pour la protection des artistes, des producteurs de phonogrammes et des organismes de radiodiffusion | La convention de Rome relative à la protection des artistes, des producteurs de phonogrammes et des organismes de radiodiffusion, également connue sous le nom de Convention de Rome sur la protection des artistes interprètes ou exécutants, producteurs de phonogrammes et organisations de radiodiffusion, assure la protection des interprètes dans les spectacles, dans les phonogrammes pour les producteurs de fonogrammes et dans les émissions pour les organismes de radiodédiffusion. L'OMPI est chargée, avec l'Organisation internationale du travail (OIT) et l'Organisation des Nations Unies pour l'éducation, la science et la culture (UNESCO), d'administrer cette convention. | Adopté en 1961 |
| Traité de Singapour sur le droit des marques                                                                            | Le traité de Singapour vise à créer un cadre international pour l'harmonisation des procédures administratives d'enregistrement des marques. Il s'appuie sur le traité de 1994 sur le droit des marques (TLT), mais il a un champ d'application plus large et traite des développements plus récents dans le domaine des technologies de communication. | Adopté à Singapour le 27 mars 2006 |
| Traité sur le droit des marques                                                                                         | Le traité sur le droit des marques (TLT) vise à normaliser et rationaliser les procédures nationales et régionales d'enregistrement des marques. Cette approche est réalisée par la simplification et l'harmonisation de certaines caractéristiques de ces procédures, rendant ainsi les demandes de marques et l'administration des enregistrements de marques dans plusieurs juridictions moins complexes et plus prévisibles. | Adopté à Genève le 27 octobre 1994 |
| Traité de Washington sur la propriété intellectuelle en matière de circuits intégrés                                    | Le traité de Washington a été adopté en 1989. Il est destiné à protéger les conceptions de mise en page (topographies) des circuits intégrés. En 2023, le traité n'est pas encore entré en vigueur, mais a été ratifié ou adhéré par 10 pays. | Adopté à Washington le 26 mai 1989 (pas encore entré en vigueur) |
| Traité de l’OMPI sur le droit d'auteur                                                                                  | Le Traité sur le droit d'auteur de L'Organisation mondiale de la propriété intellectuelle (WCT) est un traité international sur le droit de propriété intellectual adopté par les États membres de l'organisation mondiale de la protection de la propriété intellectuelle en 1996. Elle offre des protections supplémentaires au Droit d'auteur pour répondre aux progrès de la technologie de l'information depuis la formation des traités antérieurs sur le droit d'authentification. En août 2023, le traité compte 115 parties contractantes. Le traité sur les performances et les phonogrammes de la WIPO et le WCT sont ensemble appelés "traités sur Internet" de la WPO. | Adopté en 1996 |
| Traité de l'OMPI sur la propriété intellectuelle, les ressources génétiques et les savoirs traditionnels associés       | Le traité de l'OMPI sur la propriété intellectuelle, les ressources génétiques et les savoirs traditionnels associés (ou GRATK) a été adopté le 24 mai 2024. Le traité est un instrument juridique international pour lutter contre la biopiraterie. Il établit une obligation de divulgation obligatoire des brevet - ce qui oblige les demandeurs de brevet à divulguer le pays d'origine des ressources génétiques et/ou les Peuples autochtones ou la communauté locale fournissant les connaissances traditionnelles associées, si les inventions revendiquées sont basées sur des ressources génésiques et/ou des connaissances traditionnelles associées. | Adopté en 2024 |
| Traité de l’OMPI sur les interprétations et exécutions et les phonogrammes                                              | Le Traité de l'OMPI sur les interprétations et exécutions et les phonogrammes (ou WPPT) est un traité international adopté à Genève le 20 décembre 1996. Il est entré en vigueur le 20 mai 2002. Le traité traite des droits de deux types de bénéficiaires, notamment dans le domaine numérique: des artistes (actrices, chanteuses, musiciens, etc.) et des producteurs de phonogrammes (personnes ou entités juridiques qui prennent l'initiative et sont responsables de la fixation des sons). | Adopté le 20 décembre 1996 |

#### Traités du système mondial de protection
Les traités du système mondial de protection régissent les services de l'OMPI, garantissant qu'un seul enregistrement ou dépôt international aura effet dans n'importe lequel des États signataires concernés.
| Nom | Définition | Historique |
| --- | --- | --- |
| Traité de Budapest relatif à la reconnaissance internationale du dépôt de micro-organismes aux fins de la procédure de brevet | Le Traité de Budapest relatif à la reconnaissance internationale des dépôts de microorganismes aux fins de la procédure de brevet, est un traité international signé à Budapest, en Hongrie, le 28 avril 1977. Selon ce traité, Tous les États parties au traité doivent reconnaître les micro-organismes déposés dans le cadre d'une procédure en matière de brevets, indépendamment du territoire sur lequel l'autorité de dépôt est située. | Adopté à Budapest le 28 avril 1977, et modifié le 26 septembre 1980 |
| Accord de La Haye relatif au dépôt international de dessins industriels                                                       | L'Accord de La Haye relatif au dépôt international de dessins industriels, également connu sous le nom de Système de la Haye, prévoit un mécanisme d'enregistrement d'un dessin industriel dans plusieurs pays par le biais d'une seule demande, déposée dans une seule langue, avec un ensemble de frais. Le système est administré par l'OMPI. | Adopté à la Haye le 6 novembre 1925, révisé à Londres le 2 juin 1934 et à La Haye le 28 novembre 1960. Complété par l'Acte additionnel de Monaco du 18 novembre 1961, l'Acte complémentaire de Stockholm du 14 juillet 1967 le 28 septembre 1979 et par le Protocole de Genève le 29 août 1975. Modifié à Genève le 28 septembre 1979 et révisé à Genève le 2 juillet 1999 |
| Accord de Lisbonne relatif à la protection des appellations d'origine et à leur enregistrement international                  | L'accord de Lisbonne sur la protection des appellations d'origine et leur inscription internationale, signé le 31 octobre 1958, garantit que, dans les pays membres, les appellations de provenance bénéficient d'une protection lorsqu'elles sont protégées dans leur pays d'origine. Elle prévoit des dispositions pour ce qui peut être considéré comme une appellation d'origine, ainsi que des mesures de protection et établit un Registre international des appellations d'origine géré par l'organisation mondiale de la propriété intellectuelle. L'Arrangement de Lisbonne et l'Acte de Genève de l'Arrangement de Lisbonne, forment conjointement le système de Lisbonne. En juillet 2022, 39 États sont parties à la convention et 1000 appellations d'origine ont été enregistrées. | Adopté le 31 octobre 1958 à Lisbonne, révisé à Stockholm le 14 juillet 1967, modifié le 28 septembre 1979, et l'Acte de Genève adopté par la Conférence diplomatique le 20 mai 2015 |
| Accord de Madrid relatif à l'enregistrement international des marques                                                         | Le système de Madrid pour l'enregistrement international des marques est régi par l'accord de Madrid, conclu en 1891, et le protocole relatif à cet accord, conclu en 1989. Le système permet de protéger une marque dans un grand nombre de pays en obtenant un enregistrement international qui a effet dans chacune des parties contractantes désignées. | Adopté le 14 avril 1891 à Madrid. Révisé à Bruxelles le 14 décembre 1900, à Washington le 2 juin 1911, à La Haye le 6 novembre 1925, à Londres le 2 juin 1934, à Nice le 15 juin 1957, et à Stockholm le 14 juillet 1967. Modifié le 28 septembre 1979 |
| Protocole relatif à l'accord de Madrid relatif à l'enregistrement international des marques                                   | Le système de Madrid pour l'enregistrement international des marques est régi par l'accord de Madrid, conclu en 1891, et le protocole relatif à cet accord, conclu en 1989. Le système permet de protéger une marque dans un grand nombre de pays en obtenant un enregistrement international qui a effet dans chacune des parties contractantes désignées. | Adopté à Madrid le 27 juin 1989, modifié le 3 octobre 2006 et le 12 novembre 2007 |
| Traité de coopération sur les brevets                                                                                         | Le Traité de coopération sur les brevets (PCT) est un traité international relatif au droit des brevets, conclu en 1970. Il prévoit une procédure uniforme pour déposer des demande de brevet afin de protéger les inventions dans chacun de ses États contractants. Une demande de brevet déposée en vertu du PCT est appelée demande internationale, ou demande PCT. | Fait à Washington le 19 juin 1970, modifié le 28 septembre 1979, modifié le 3 février 1984 et le 3 octobre 2001 |

#### Traités de classification
Traités de classification qui créent des systèmes de classification qui organisent les informations concernant les inventions, les marques et les dessins et modèles industriels.
| Nom | Description | Histoire |
| --- | --- | --- |
| Arrangement de Locarno instituant une classification internationale pour les dessins et modèles industriels                           | L'Arrangement de Locarno établit une classification des dessins et modèles industriels (la Classification de Locarno) | Adopté à Locarno le 8 octobre 1968 et modifié le 28 septembre 1979                                                               |
| Arrangement de Nice concernant la classification internationale des produits et des services aux fins de l'enregistrement des marques | La Classification internationale des produits et services, également connue sous le nom de Classification de Nice, a été établie par l'Arrangement de Nice (1957), c'est un système de classification des produits et services aux fins de l'enregistrement des marques. Il est mis à jour tous les cinq ans et sa dernière version, la 11e, regroupe les produits en 45 classes (les classes 1 à 34 comprennent les biens et les classes 35 à 45 englobent les services) et permet aux utilisateurs souhaitant déposer une marque pour un bien ou un service de choisir parmi ces classes selon leurs besoins. Étant donné que le système est reconnu dans de nombreux pays, le dépôt de marques à l’échelle internationale est un processus plus simple. | Adopté le 15 juin 1957 à Nice, révisé à Stockholm le 14 juillet 1967, et à Genève le 13 mai 1977, et amendé le 28 septembre 1979 |
| Arrangement de Strasbourg concernant la classification internationale des brevets                                                     | L'Arrangement de Strasbourg concernant la classification internationale des brevets (ou CIB), également connu sous le nom d'Accord IPC, est un traité international qui a établi une classification commune des brevets d'invention, des certificats d'auteur d'invention, des modèles d'utilité et des certificats d'utilité, connue sous le nom de « Classification internationale des brevets ». Le traité a été signé à Strasbourg, en France, le 24 mars 1971 ; il est entré en vigueur le 7 octobre 1975 et a été modifié le 28 septembre 1979. L'accord et la déclaration certifiée ont été enregistrés par l'Organisation mondiale de la propriété intellectuelle le 28 février 1980.                                                              | Adopté le 24 mars 1971 à Strasbourg, et modifié le 28 septembre 1979                                                             |
| Arrangement de Vienne instituant une classification internationale des éléments figuratifs des marques                                | L'Arrangement de Vienne établit une classification (la Classification de Vienne) pour les marques qui sont constituées ou contiennent des éléments figuratifs. Les offices compétents des États contractants doivent faire figurer, dans les titres et publications officiels relatifs à l'enregistrement et au renouvellement de ces marques, les numéros des catégories, des divisions et des sections de la classification auxquelles appartiennent les éléments figuratifs des marques. | Fait à Vienne le 12 juin 1973 et modifié le 1er octobre 1985                                                                     |

### Secrétariat de l'UPOV
En vertu d’un accord de coopération, le secrétariat de l’Union pour la protection des obtentions végétales (UPOV) ou « bureau de l’Union » est administré par l'OMPI. Le directeur général de l’OMPI est aussi de fait le secrétaire général de l’UPOV ; il a le pouvoir d’approuver la nomination du secrétaire général adjoint. Le bureau de l’UPOV, composé d'une équipe d'une dizaine de personnes, est situé dans le bâtiment de l’OMPI à Genève, où se tiennent également les réunions de l’UPOV.

## Travail politique

### Ressources génétiques, savoirs traditionnels et expressions culturelles traditionnelles
Pendant des années, de nombreuses communautés locales, peuples autochtones et gouvernements ont recherché une protection efficace de la propriété intellectuelle pour les expressions culturelles traditionnelles (folklore) et les connaissances traditionnelles en tant que formes d'ingéniosité et de créativité fondées sur la tradition. En tant qu'ensemble vivant de connaissances développé, maintenu et transmis de génération en génération au sein d'une communauté, il n'est pas facilement protégé par le système actuel de propriété intellectuelle, qui accorde généralement une protection pendant une période limitée aux nouvelles inventions et aux œuvres originales en tant que droits privés. Certaines ressources génétiques sont également liées aux connaissances traditionnelles et aux pratiques connexes du fait de leur utilisation et de leur conservation par les peuples autochtones et les communautés locales. Bien que les ressources génétiques, telles qu'elles existent dans la nature, ne soient pas éligibles à la protection de la propriété intellectuelle, les inventions basées sur ou développées avec l'utilisation de ressources génétiques peuvent être brevetables. Depuis 2010, le Comité intergouvernemental de la propriété intellectuelle relative aux ressources génétiques, aux savoirs traditionnels et au folklore (IGC) négocie le texte d'un ou plusieurs instruments juridiques en la matière.

### Santé mondiale
WIPO Re:Search est un partenariat public-privé entre l'OMPI et l'organisation à but non lucratif « BIO Ventures for Global Health » axé sur la recherche et le développement médicaux à un stade précoce contre les maladies tropicales négligées, le paludisme et la tuberculose,. Elle compte 150 membres, dont huit des plus grandes sociétés pharmaceutiques du monde. WIPO Re:Search soutient les collaborations entre les institutions scientifiques et les sociétés pharmaceutiques du monde entier dans le but de faire progresser la recherche de médicaments, de méthodes de traitement et de techniques de diagnostic contre les maladies tropicales négligées qui touchent plus d'un milliard de personnes dans le monde,. Grâce à ces collaborations ainsi qu'à son programme de bourses, WIPO Re:Search fournit des bibliothèques de composés partagées, réoriente les méthodes, renforce les capacités et travaille à la croissance des réseaux scientifiques internationaux.

### Technologies vertes
WIPO GREEN est une place de marché en ligne gratuite pour les technologies durables,,,. Elle se compose de trois éléments principaux : la base de données en ligne WIPO GREEN sur les technologies et les besoins durables, les projets d'accélération WIPO GREEN et le réseau de partenaires WIPO GREEN. Elle dispose d'un réseau de 146 partenaires et a pour objectif de fédérer des organisations en technologies vertes aidant à la mise en œuvre et à la diffusion des technologies vertes à travers le monde,. La base de données WIPO GREEN est une plate-forme en ligne où les inventeurs de technologies vertes peuvent promouvoir leurs produits et entreprises, les organisations et les gouvernements qui recherchent des technologies vertes peuvent expliquer leurs besoins et rechercher une collaboration avec des fournisseurs,. Des « projets d'accélération » WIPO GREEN sont organisés chaque année dans différents pays ou régions du monde, en collaboration avec des organisations locales,. Ces projets abordent généralement un domaine particulier et mettent en relation les fournisseurs et les demandeurs de technologies vertes.

### Institut judiciaire de l'OMPI
L'Institut judiciaire de l'OMPI a été créé en 2019 pour coordonner et diriger les travaux de l'OMPI avec les autorités judiciaires nationales et régionales. Ce travail comprend l'organisation de réunions internationales entre juges, la mise en œuvre d'activités de renforcement des capacités judiciaires, la production de ressources et de publications à l'usage des juges et l'administration de la base de données WIPO Lex qui offre un accès public gratuit aux lois, traités et décisions judiciaires en matière de propriété intellectuelle du monde entier. monde. L'OMPI a également créé un conseil consultatif de juges, composé actuellement de 12 membres qui siègent à titre personne.

### Académie de l'OMPI
L'Académie de l'OMPI est la structure de formation de l'Organisation mondiale de la propriété intellectuelle, elle a été créée en 1998. Elle offre éducation, formation et renforcement des compétences en matière de propriété intellectuelle aux fonctionnaires, aux inventeurs, aux créateurs, aux professionnels, aux petites et moyennes entreprises, aux universitaires, aux étudiants et aux personnes intéressées. L'Académie organise des cours de propriété intellectuelle dans le cadre de ses quatre programmes : le programme de perfectionnement professionnel, les partenariats universitaires, l'enseignement à distance et les cours d'été de l'OMPI,.

### Le comité permanent du droit d'auteur et des droits connexes
Le comité permanent du droit d'auteur et des droits connexes (SCCR) a été créé en 1998 pour examiner les questions dans le domaine du droit d'auteur et des droits connexes sur le droit substantiel et l'harmonisation. Le comité comprend tous les États membres de l'OMPI, certains États membres de l'ONU qui ne sont pas membres de l'OMPI et un certain nombre d'observateurs non gouvernementaux et intergouvernementaux. Le comité se réunit deux fois par an et formule des recommandations pour examen par l'assemblée générale de l'OMPI. Les principaux sujets actuellement débattus sont la protection des organismes de radiodiffusion et les limitations et exceptions. Le droit d'auteur dans l'environnement numérique, le droit de suite et les droits des metteurs en scène font également l'objet de discussions au sein du comité.

## Journée mondiale de la propriété intellectuelle
La Journée mondiale de la propriété intellectuelle est une campagne mondiale annuelle de sensibilisation du public visant à « mettre en évidence le rôle et la contribution de la propriété intellectuelle dans le développement économique, culturel et social de tous les pays, ainsi qu'à sensibiliser le public et à mieux le comprendre dans ce domaine de l'activité humaine ». En 2000, les États membres de l'OMPI ont officiellement désigné le 26 avril – jour de l'entrée en vigueur de la convention instituant l'OMPI en 1970 – Journée mondiale de la propriété intellectuelle. La première Journée mondiale de la propriété intellectuelle a eu lieu en 2001.

## Secteurs et divisions

### Division de l'économie et des statistiques
La Division de l'économie et des statistiques de l'OMPI rassemble des données sur l'activité de propriété intellectuelle dans le monde et publie des statistiques à l'intention du public. La Division effectue également des analyses économiques sur la manière dont les politiques gouvernementales en matière de propriété intellectuelle et d'innovation affectent la performance économique.

### Secteur infrastructures et plateformes
Le secteur infrastructures et plateformes développe, implémente et maintient les différentes bases de données, outils,, et plateformes,,,, de l'Organisation qui sont ciblés et utilisés par les offices de propriété intellectuelle, les professionnels du droit, les chercheurs, et d'autres utilisateurs experts. Le secteur couvre également l'utilisation des «technologies de pointe» telles que l'intelligence artificielle et coordonne les objectifs, les stratégies et les outils globaux des clients de l'OMPI.

### Division de l'engagement diplomatique et des affaires des assemblées
La division de l'engagement diplomatique et des affaires des assemblées est directement sous la supervision du directeur général. Elle se concentre sur l'engagement avec la communauté diplomatique à Genève par le biais d'événements, de réunions et sur la supervision des aspects administratifs, logistiques et autres des réunions clés, y compris les assemblées de l'OMPI. La division est également chargée de superviser l'ensemble des services de protocole dans l'ensemble de l'Organisation. Plus précisément, la Division est responsable de répondre à tous les besoins liés au protocole de représentation et d'accueil du directeur général et aux besoins liés au protocole pour les réunions et les événements,,.

### Division des savoirs traditionnels
La division des savoirs traditionnels exécute les travaux de l'OMPI sur les ressources génétiques, les expressions culturelles traditionnelles et les savoirs traditionnels dans ses sept domaines de services. Il s'agit notamment de soutenir l'entrepreneuriat des communautés autochtones et locales en faisant une utilisation stratégique et efficace des outils de propriété intellectuelle dans leurs entreprises ; fournir des conseils en matière de propriété intellectuelle sur la documentation des savoirs traditionnels et des expressions culturelles traditionnelles; organiser des programmes de formation pratique, de mentorat et d'apprentissage à distance; et agir en tant que référence mondiale des ressources d'information sur l'intersection de la propriété intellectuelle et des ressources génétiques, des savoirs traditionnels et des expressions culturelles traditionnelles, ainsi que maintenir un référentiel d'expériences régionales, nationales et communautaires. La division des savoirs traditionnels est également chargée de faciliter les négociations multilatérales au sein du Comité intergouvernemental de la propriété intellectuelle relative aux ressources génétiques, aux savoirs traditionnels et au folklore de l'OMPI,.

## Publications et bases de données
L'OMPI publie environ 40 nouveaux titres par an, qui sont traduits et publiés dans les langues officielles des Nations unies : arabe, chinois, anglais, français, russe et espagnol. Le dépôt de connaissances de l'OMPI contient les archives des publications et de la documentation de l'OMPI depuis 1885, ainsi qu'une bibliothèque de documents de recherche universitaire sur la propriété intellectuelle. L'OMPI a adopté une politique de libre accès en 2016. Ses publications sont libres de réutilisation et de modification, selon les termes de la licence Creative Commons Attribution 4.0,.
| Publications phares                                                | Bases de données                                                             |
| ------------------------------------------------------------------ | ---------------------------------------------------------------------------- |
| Indice mondial de l'innovation                                     | WIPO Lex                                                                     |
| Rapport sur la propriété intellectuelle dans le monde              | PATENTSCOPE                                                                  |
| Indicateurs mondiaux de la propriété intellectuelle                | Base de données mondiale des marques (Global Brand Database)                 |
| Magazine de l’OMPI                                                 | Base de données WIPO GREEN sur les technologies innovantes et leurs besoins  |
| Green Technology Book                                              | Base de données mondiale sur les dessins et modèles (Global Design Database) |
| Revue Annuel du PCT                                                | Madrid Monitor                                                               |
| Revue annuelle du système de Madrid                                | Centre de données statistiques de propriété intellectuelle de l'OMPI         |
| Revue annuelle du système de La Haye                               | Article 6ter                                                                 |
| Série de rapports de l’OMPI consacrés aux tendances technologiques | Base de données Hague Express                                                |
| Faits et chiffres de l’OMPI relatifs à la propriété intellectuelle | Lisbon Express                                                               |
|                                                                    | WIPO Pearl – Le portail terminologique multilingue de l'OMPI                 |
|                                                                    | ARDI – Research for Innovation                                               |
|                                                                    | ASPI – Information spécialisée en matière de brevets                         |
|                                                                    | Pat-Informed                                                                 |

### Indice mondial de l'innovation
L'indice mondial de l'innovation est un classement annuel des pays selon leur capacité et leur réussite en matière d' innovation, publié par l'Organisation mondiale de la propriété intellectuelle. Il a été lancé en 2007 par l'INSEAD et World Business, un magazine britannique. Jusqu'en 2021, il était publié par l'OMPI, en partenariat avec l'université Cornell, l'INSEAD et d'autres organisations et institutions,. Il est basé sur des données à la fois subjectives et objectives provenant de plusieurs sources, dont l'Union internationale des télécommunications, la Banque mondiale et le Forum économique mondial.

### Rapport sur la propriété intellectuelle dans le monde
Le Rapport sur la propriété intellectuelle dans le monde est une publication analytique bisannuelle de l'OMPI, publiée pour la première fois en 2011. Chaque rapport examine un thème différent, en se concentrant sur les tendances dans un domaine particulier de la propriété intellectuelle et de l’innovation Le rapport s'appuie sur une analyse macroéconomique et comprend des études de cas pour examiner le rôle de la propriété intellectuelle et d'autres biens incorporels dans l'économie mondiale.

### Indicateurs mondiaux de la propriété intellectuelle
Depuis 2009, l'OMPI publie chaque année les Indicateurs mondiaux de la propriété intellectuelle, qui fournissent un large éventail d'indicateurs couvrant les domaines de la propriété intellectuelle. Il s'appuie sur les données des offices nationaux et régionaux de propriété intellectuelle, de l'OMPI, de la Banque mondiale et de l'UNESCO.

### WIPO Lex
WIPO Lex est une base de données mondiale en ligne lancée en 2010, qui offre un accès public gratuit aux lois, traités et décisions judiciaires en matière de propriété intellectuelle du monde entier. En 2022, la base de données WIPO Lex contenait 48 000 documents juridiques nationaux, régionaux et internationaux relatifs à la propriété intellectuelle, avec accès dans les six langues des Nations unies.

### Le Magazine de l'OMPI
Le Magazine est une publication phare de l'Organisation en matière de sensibilisation. Elle est disponible en huit langues (anglais, arabe, chinois, espagnol, français, japonais, portugais et russe). Créée en 1999 et en ligne depuis 2005, le Magazine de l'OMPI explore le monde de l'innovation et de la créativité, ainsi que le rôle de la propriété intellectuelle dans le progrès de l'humanité. Le Magazine de l'OMPI présente une série d'articles sur la manière dont des personnes du monde entier utilisent les droits de propriété intellectuelle pour atteindre leurs objectifs et soutenir le développement économique national. Il contient également des commentaires d'experts sur les derniers « sujets brûlants » relatifs à la politique et à la pratique en matière de propriété intellectuelle. Le Magazine de l'OMPI est gratuit. En janvier 2023, il est publié exclusivement sous forme numérique.

### Patentscope
Patentscope est une base de données publique sur les brevets mise à disposition par l'OMPI d’après les publications officielles pour les demandes de brevet déposées en vertu du Traité de coopération sur les brevets et couvre de nombreuses collections de brevets nationales et régionales. En 2021, elle détenait plus de 100 millions de documents de brevet, dont 4,2 millions de demandes de brevet internationales publiées.

### Le livre sur les technologies vertes
En novembre 2022, lors de la COP27 de la CCNUCC, l'OMPI a présenté sa nouvelle publication phare, le Green Technology Book. Cette première publication numérique visait à mettre l'innovation, la technologie et la propriété intellectuelle au premier plan dans la lutte contre le changement climatique. L'édition inaugurale de cette publication annuelle s'est concentrée sur les solutions disponibles pour l'adaptation au changement climatique afin de réduire la vulnérabilité et d'accroître la résilience aux effets du changement climatique. L'ouvrage a été créé en coopération avec le Centre et réseau des technologies climatiques (CTCN) et l'Académie égyptienne de la recherche scientifique et de la technologie (ASTR). Il présente 200 technologies d'adaptation, qui sont également disponibles dans la base de données GREEN de l'OMPI sur les technologies et les besoins innovants.

### WIPO Pearl
Le portail terminologique WIPO Pearl a été créé en 2014. Il donne accès à des termes scientifiques et techniques issus des documents brevets. Il vise à promouvoir une utilisation précise et cohérente des termes dans différentes langues et à faciliter la recherche et le partage des connaissances scientifiques et techniques. Le portail fonctionne en dix langues.

## Directeurs généraux
| Non. | Terme        | Nom                 | À partir de |
| ---- | ------------ | ------------------- | ----------- |
| 1    | 1970-1973    | Georg Bodenhausen   | Pays-Bas    |
| 2    | 1973–1997    | Árpad Bogsch        | États-Unis  |
| 3    | 1997–2008    | Kamil Eltayeb Idris | Soudan      |
| 4    | 2008–2020    | Francis Gurry       | Australie   |
| 5    | 2020-présent | Daren Tang          | Singapour   |

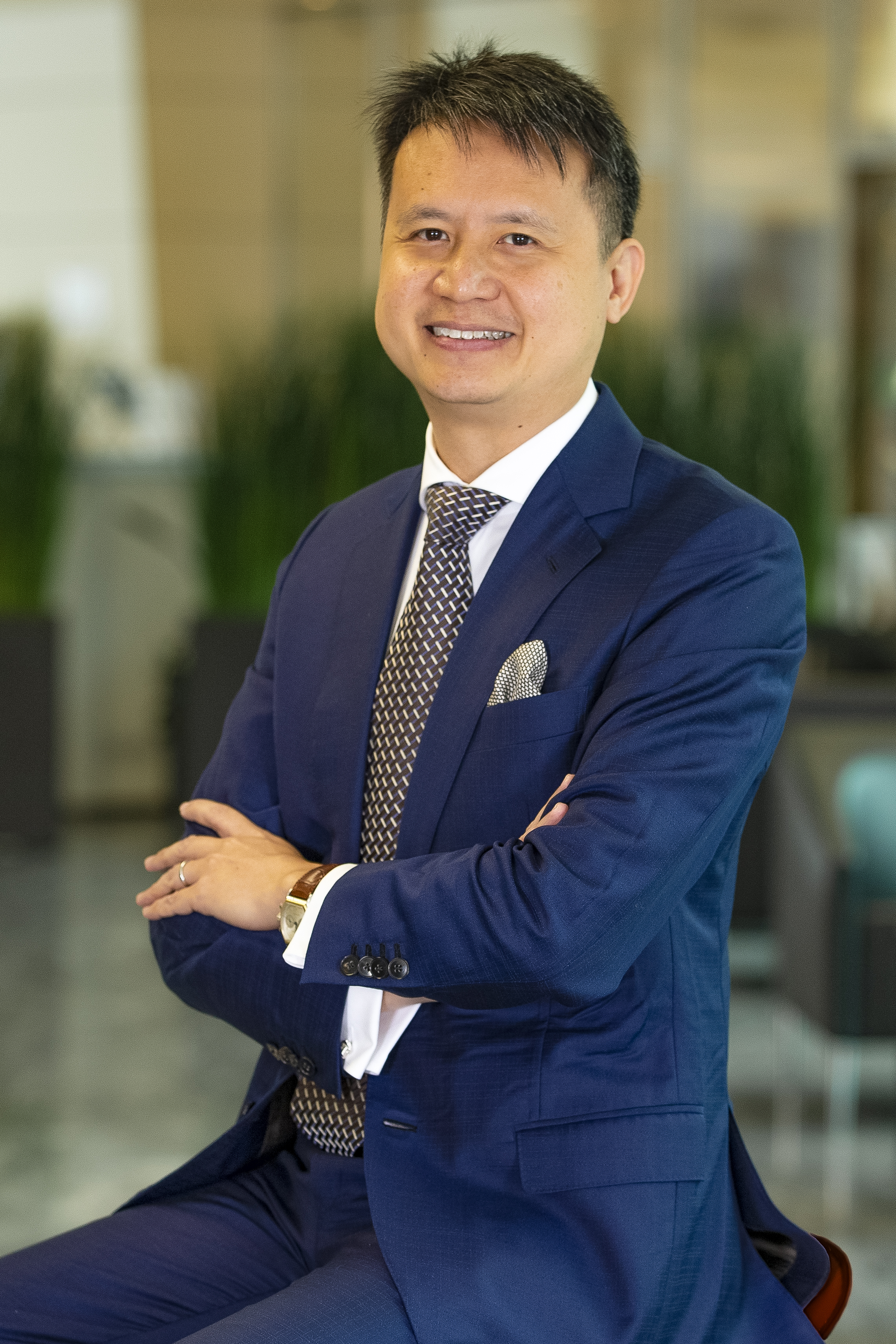
Daren Tang, actuel directeur général de l'OMPI.

Le 1er octobre 2020, Daren Tang de Singapour a succédé à Gurry en tant que directeur général. Sa candidature a été soutenue par les États-Unis et 54 autres pays sur le candidat préféré de la Chine, Wang Binying, qui a reçu 28 voix sur les 83 membres votants.